# Maxime Poisson
Maxime Poisson, né le 3 octobre 1973 à Longjumeau, est un footballeur français évoluant au poste de milieu de terrain.
Il commence sa carrière professionnelle au Stade ruthénois lors de la saison de D2 1990-1991.
À la suite de la relégation de l'équipe, il s'engage avec Le Mans UC 72, toujours en 2e division pour la saison 1993-1994.
Après 6 saisons passées dans la Sarthe, il part pour 6 mois jouer en Chine au RHK Wuhan, club de 1er Division Chinoise (Pepsi Cola League à l'époque) puis intègre en janvier 2000 le Nîmes Olympique. Durant cette fin de saison 1999-2000, il peine à s'imposer dans l'effectif; avec seulement 9 matchs en championnat il quitte l'équipe et n'évoluera plus jamais en D2.
C'est en National, au niveau inférieur, qu'il retrouve du temps de jeu. D'abord avec le Racing Club de Paris jusqu'en 2002. 
Lorsque celui-ci est rétrogradé administrativement il rallie le Dijon FCO de Rudi Garcia, homme fort de l'équipe il permet au club de jouer le haut de tableau.
Une encourageante 4e place à l'issue de la saison 2002-2003, puis l'année suivante une 3e place synonyme d'accession en Ligue 2 qui vient conclure de la plus belle des façons sa carrière.
Depuis 2013 il est aussi l'organisateur du National Moutarde Crit, 1ere course de pignon fixe en France. Il fait partie du Dijon Mustard Crew (DMC) et est le leader de l’équipe dans les courses montagneuses.
En 2018 il crée sa propre marque de vélo, Wishone. Il sort un vélo dédié aux compétitions de pignon fixe, le Wishone Crit. Il en profite aussi pour monter une équipe qui participera aux compétitions internationales de pignon fixe.
En 2019 il lance un nouveau modèle, le Wishone SUB. Un vélo dédié à la performance gravel et route.
2020, sera pour lui l'occasion de mettre à l'épreuve le Wishone SUB sur une nouvelle épreuve, la Wishone 130 Des Causses à l'Aubrac. Une course gravel de 130 km avec 4 spéciales chronométrées. Cette 1ère édition, malgré les conditions sanitaires, rencontre un franc succès et verra un coureur équipé d'un Wishone SUB l'emporter.
2021, l’organisation de compétitions gravel continue et le calendrier s’étoffe avec une nouvelle épreuve la Wishone les Monts du Morvan. Une épreuve sur le même format que la Wishone des Causses à l’Aubrac.
Du côte sportif, Maxime continue de performer notamment en enchaînant plusieurs top 10 sur des courses routes. Il réussit aussi une belle performance aux Pays-Bas en concluant une course d’équipe par une belle 2e place sur une coupe d’Europe de pignon fixe.